# Evrenköy, Zile
Evrenköy là một thị trấn thuộc huyện Zile, tỉnh Tokat, Thổ Nhĩ Kỳ. Dân số thời điểm năm 2011 là 1.506 người.